# Huigsloot
Huigsloot is een buurtschap in de gemeente Haarlemmermeer, in de Nederlandse provincie Noord-Holland. Het ligt in het zuidoosten van de polder aan de Huigsloterdijk, een deel van de ringdijk langs de Ringvaart, ten oosten van Buitenkaag en ten westen van Vredeburg.
De gemeente, het BAG-register en Post NL beschouwen Huigsloot (en Vredeburg) als deel van de "woonplaats" Abbenes.
Voor de inpoldering van de Haarlemmermeer was Huigsloot een landtong welke door het graven van de Ringvaart, rond 1840, van het oude land werd afgesneden. Hierdoor kwam de voormalige landtong als een stukje ouder en hoger land binnen de polder te liggen. De Dokter Heijelaan naar Abbenes loopt ongeveer over het midden van die landtong.
Naast de Dokter Heijelaan komt ook de Kaagweg (oorspronkelijk een deel van de Sloterweg) op de Huigsloterdijk uit.

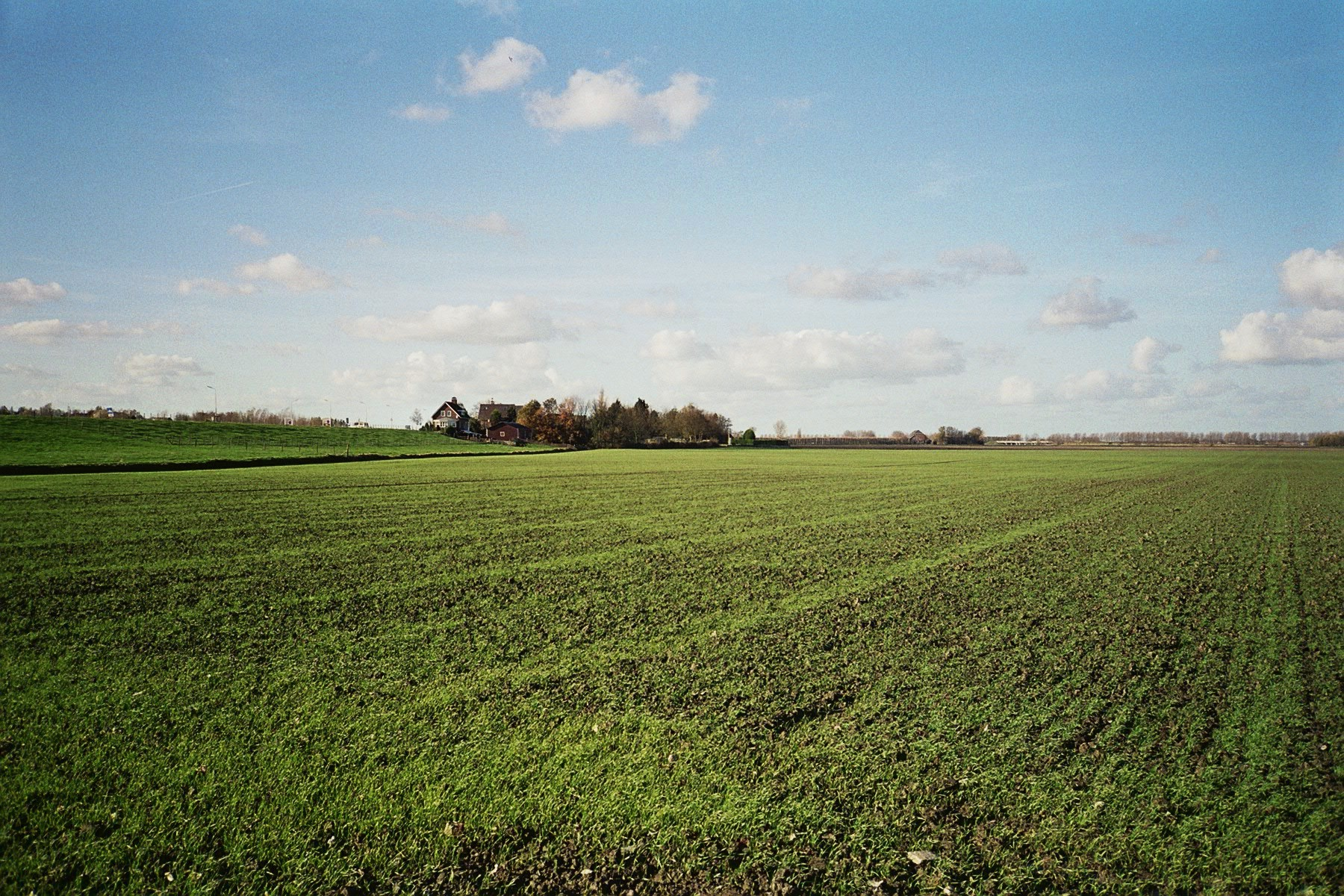
Landschapsfoto in Huigsloot

Plaatsen: Abbenes · Badhoevedorp · Beinsdorp · Buitenkaag · Burgerveen · Cruquius · Haarlemmerliede · Halfweg · Hoofddorp · Leimuiderbrug · Lijnden · Lisserbroek · Nieuw-Vennep · Rijsenhout · Rozenburg · Schiphol · Schiphol-Rijk · Spaarndam-Oost · Spaarnwoude · Vijfhuizen · Weteringbrug · Zwaanshoek · Zwanenburg

Gehuchten en buurtschappen: Aalsmeerderbrug · Boesingheliede · Cruquius-Oost · De Hoek · Huigsloot · 't Kabel · De Liede · Nieuwebrug · Nieuwe Meer · Oude Meer · Penningsveer · Schiphol-Oost · Vinkebrug · Vredeburg · Weberbuurt

Voormalige gemeente: Haarlemmerliede en Spaarnwoude

Noord-Holland: Steden en dorpen      Nederland: Provincies · Gemeenten